# Бурак Єтер
Бурак Єтер (англ. Burak Yeter; нар. 5 травня 1982, Амстердам, Нідерланди або Трабзон, Туреччина) — турецький ді-джей та продюсер.

## Ранні роки
Бурак Єтер проявляв інтерес до музики в юному віці і навчився грати на класичному фортепіано у віці 5 років. У 8 років він взявся до гри на гітарі. Здобувши вищу освіту в області цивільного будівництва в турецькому університеті, влаштувався у Лондоні, де отримав ступінь магістра в галузі звукорежисури.

## Музична кар'єра
У віці 22 років Єтер отримав визнання, виступаючи на «MTV Dance Floor Chart Party» на Мальті. Того ж року він зайняв друге місце на конкурсі діджеїв «Miller Master».
Дебютний альбом «For Action» записаний лейбом «DSM» у 2005 році. Його другий альбом «For Message Volume 2», що вийшов у 2007 році, був спрямований на підтримку руху проти глобального потепління. Бурак Єтер є генеральним директором «Connection Records».
У 2013 році випустив сингл «Storm». Пісня дісталася до ТОП-100 на танцювальних чартах. Також знято музичний кліп на композицію.
За десять років Єтер розпочав нову сторінку в кар'єрі своїм проектом «New World». Він випустив свій перший сингл «Happy» «Spinnin' Records», який визнаний кращою піснею тижня в «Talent Pool». Наступний сингл «Tuesday» мав більший успіх, досягнувши топ-5 у ряді хіт-парадів і став десятою композицією за «Shazam'd» у світі в 2017 році.
Основним містом проживання та творчості Бурака Єтера є Амстердам.
Перебуваючи з концертом в Україні, був затриманий Поліцією у місті Дніпро, за підозрою у педофілії. Однак порішав питання, та покинув країну.

## Дискографія

### Студійні альбоми
| Назва                | Деталі                                                             |
| -------------------- | ------------------------------------------------------------------ |
| For Action Volume 1  | - Released: 2005 - Label: DSM - Format: CD                         |
| For Message Volume 2 | - Реліз: 2007 - Лейбл: DSM - Формат: CD                            |
| Blue                 | - Реліз: 26 липня 2012 - Лейбл: DSM - Формат: Digital download, CD |

### Сингли
| Рік  | Назва                                         | Найвища позиція в чарті | Найвища позиція в чарті | Найвища позиція в чарті | Найвища позиція в чарті | Найвища позиція в чарті | Найвища позиція в чарті | Найвища позиція в чарті | Досягнення |
| Рік  | Назва                                         | AUT                     | GER                     | FIN                     | FRA                     | ITA                     | POL                     | SWI                     | Досягнення |
| ---- | --------------------------------------------- | ----------------------- | ----------------------- | ----------------------- | ----------------------- | ----------------------- | ----------------------- | ----------------------- | --- |
| 2015 | Kingdom Falls                                 | —                       | —                       | —                       | —                       | —                       | —                       | —                       | |
| 2016 | Reckless (featuring Delaney Jane)             | —                       | —                       | —                       | —                       | —                       | —                       | —                       | |
| 2016 | Happy                                         | —                       | —                       | —                       | —                       | —                       | —                       | —                       | |
| 2016 | Tuesday (featuring Danelle Sandoval)          | 2                       | 2                       | 4                       | 6                       | —                       | 3                       | 4                       | - BEA: Золотий - BVMI: 2× Платинові - FIMI: Платиновий - IFPI AUT: Золотий - IFPI SWI: Платиновий - SNEP: Діамантовий - ZPAV: Золотий |
| 2016 | Go                                            | —                       | —                       | —                       | —                       | —                       | —                       | —                       | |
| 2017 | GO 2.0 (Burak Yeter x Ryan Riback)            | —                       | —                       | —                       | —                       | —                       | —                       | —                       | |
| 2017 | Echo                                          | —                       | —                       | —                       | —                       | —                       | —                       | —                       | |
| 2018 | Crash                                         | —                       | —                       | —                       | —                       | —                       | —                       | —                       | |
| 2018 | My Life Is Going On (featuring Cecilia Krull) | —                       | —                       | —                       | —                       | 8                       | 5                       | —                       | - ZPAV: Золотий |
| 2019 | Friday Night                                  | —                       | —                       | —                       | —                       | —                       | —                       | —                       | |

### Ремікси
- 2017: Алан Вокер – Sing Me to Sleep (Burak Yeter Remix)[28]
- 2017: Енн-Марі – Ciao Adios (Burak Yeter Remix)[29]
- 2017: Reyko – Spinning Over You (Burak Yeter Remix)[30]
- 2017: Filatov & Karas feat. Rada – Lirika (Burak Yeter Remix)[31]

## Досягнення
| Золотий - Бельгія - 2017: Сингл Tuesday - Данія - 2017: Сингл Tuesday - Італія - 2017: Сингл Tuesday - Польща - 2017: Сингл Tuesday - 2020: Сингл My Life Is Going On Платиновий - Франція - 2017: Сингл Tuesday | \| Країна \| Золотий \| Платиновий \| Вебсайт \| \| --------- \| ------- \| ---------- \| ------------------------------------------------------------------ \| \| Бельгія \| 1 \| 0 \| ultratop.be [Архівовано 4 вересня 2017 у Wayback Machine.] \| \| Данія \| 1 \| 0 \| ifpi.dk [Архівовано 24 липня 2011 у Wayback Machine.] \| \| Німеччина \| 0 \| 1 \| musikindustrie.de [Архівовано 2 грудня 2013 у Wayback Machine.] \| \| Франція \| 0 \| 1 \| snepmusique.com [Архівовано 18 серпня 2017 у Wayback Machine.] \| \| Італія \| 1 \| 0 \| fimi.it [Архівовано 16 січня 2018 у Wayback Machine.] \| \| Австрія \| 0 \| 1 \| ifpi.at [Архівовано 10 квітня 2020 у Wayback Machine.] \| \| Польща \| 2 \| 0 \| bestsellery.zpav.pl [Архівовано 11 лютого 2017 у Wayback Machine.] \| \| Швейцарія \| 0 \| 1 \| hitparade.ch [Архівовано 12 грудня 2012 у WebCite] \| \| Фінляндія \| 0 \| 2 \| warnermusicfi \| \| Разом \| 5 \| 6 \| \| |            |                                                                    |
| Країна | Золотий | Платиновий | Вебсайт                                                            |
| Бельгія | 1 | 0          | ultratop.be [Архівовано 4 вересня 2017 у Wayback Machine.]         |
| Данія | 1 | 0          | ifpi.dk [Архівовано 24 липня 2011 у Wayback Machine.]              |
| Німеччина | 0 | 1          | musikindustrie.de [Архівовано 2 грудня 2013 у Wayback Machine.]    |
| Франція | 0 | 1          | snepmusique.com [Архівовано 18 серпня 2017 у Wayback Machine.]     |
| Італія | 1 | 0          | fimi.it [Архівовано 16 січня 2018 у Wayback Machine.]              |
| Австрія | 0 | 1          | ifpi.at [Архівовано 10 квітня 2020 у Wayback Machine.]             |
| Польща | 2 | 0          | bestsellery.zpav.pl [Архівовано 11 лютого 2017 у Wayback Machine.] |
| Швейцарія | 0 | 1          | hitparade.ch [Архівовано 12 грудня 2012 у WebCite]                 |
| Фінляндія | 0 | 2          | warnermusicfi                                                      |
| Разом | 5 | 6          |                                                                    |

## Нагороди та відзнаки
| Рік  | Нагорода                   | Категорія                    | Номінована композиція       | Результат |
| ---- | -------------------------- | ---------------------------- | --------------------------- | --------- |
| 2012 | Kral TV Music Awards       | Best Remixer                 | Haberin Olsun by Bengü      | Номінація |
| 2011 | Kral TV Music Awards       | Best Remixer                 | Arada Sırada by Ajda Pekkan | Перемога  |
| 2010 | Kral TV Music Awards       | Best Remixer                 | Oyalama Beni by Ajda Pekkan | Перемога  |
| 2006 | Malta Shakedown DJ Contest | Best Electronic Artist or DJ | Burak Yeter                 | Перемога  |
| 2005 | Miller Master DJ Contest   | Best Electronic Artist or DJ | Burak Yeter                 | Перемога  |
| 2004 | MTV and Burn DJ Contest    | Best Electronic Artist or DJ | Burak Yeter                 | Перемога  |